# Marc Hornschuh
Marc Hornschuh (Dortmund, 1991. március 2. –) német labdarúgó, 2002-től a Borussia Dortmund kötelékébe tartozott, majd 2009-től 2015-ig a harmadosztályú Borussia Dortmund II hátvédje volt. Jelenleg a svájci Zürich játékosa.

## Pályafutása
Hornschuh a DJK TuS Körne csapatában kezdte pályafutását. 2002-ben került a Borussia Dortmund kötelékébe. 2008-ban mutatkozott be a német U18-as válogatottban. 2009-ben bemutatkozhatott a második csapatban. Itt 2014 végéig több mint 100 mérkőzésen játszott, 4 gólt lőtt. Közben szerepelt az U19-es és az U21-es válogatottban. Mind a három nemzeti csapatban 10 körüli meccsen játszott. 2012-ben rövid ideig kölcsönben szerepelt a másodosztályú Ingolstadt 04 csapatánál.